# Sachwert
Unter Sachwert versteht man den Wert von beweglichen Sachen und Grundstücken oder grundstücksgleichen Rechten, der insbesondere im Finanzwesen im Rahmen der Wertermittlung von Bedeutung ist. Sie dienen unter anderem der Kapitalanlage und haben damit ähnliche Zweckbestimmungen wie Finanzinstrumente oder Versicherungsanlageprodukte. 

## Allgemeines
Der Wert besonders wertvoller Vermögensgegenstände (Schmuck, Kraftfahrzeuge, Maschinen, Flugzeuge, Schiffe, Immobilien) muss beim Erwerb abschätzbar sein, damit der Käufer einen angemessenen Preis zahlt. Da sich der aktuelle Wert während der Bestandshaltung verändert, ist auch in vielen Fällen eine Aktualisierung des Sachwerts erforderlich. Die Ermittlung des aktuellen Sachwerts wird dabei kundigen Sachverständigen überlassen, den Gutachtern oder Gutachterausschüssen. Die Ermittlung des Sachwerts war für den Gesetzgeber so bedeutsam, dass er mit der Immobilienwertermittlungsverordnung (ImmoWertV) ein spezifisches Gesetz für Immobilien erließ. Auch das – der steuerlichen Bewertung dienende – Bewertungsgesetz (BewG) beinhaltet wesentliche Aspekte der Grundstücksbewertung. Außerdem befassen sich auch allgemeine Gesetze wie das Bundesbaugesetz (BBauG) mit Aspekten der Sachwertermittlung. Der Sachwert spielt ebenso bei der Bewertung von Vermögensgegenständen bei Unternehmen eine Rolle, wobei das Bilanzrecht auf die Wertkonventionen Anschaffungs- oder Herstellungskosten zurückgreift.

## Ermittlung
Nach § 83 BewG setzt sich der Grundstückswert aus dem Bodenwert (§ 179 BewG), Gebäudewert (§§ 85 bis 88, 90 BewG) und dem Wert der Außenanlagen (§ 89 BewG) zusammen. Der Sachwert wird bei Immobilien aus der Summe des Bodenwerts und den Sachwerten der auf dem Grundstück vorhandenen nutzbaren Gebäude und Außenanlagen sowie gegebenenfalls den Auswirkungen der zum Wertermittlungsstichtag vorhandenen objektspezifischen Grundstücksmerkmale abgeleitet. Ferner verlangt § 21 ImmoWertV, dass der Sachwert eines Grundstücks oder grundstücksgleichen Rechts aus dem Sachwert der nutzbaren baulichen und sonstigen Anlagen sowie dem Bodenwert (§ 16 ImmoWertV) ermittelt wird, wobei die allgemeinen Wertverhältnisse auf dem Grundstücksmarkt insbesondere durch die Anwendung von Sachwertfaktoren (§ 14 Abs. 2 Nr. 1 ImmoWertV) zu berücksichtigen sind. Der Sachwert der baulichen Anlagen (ohne Außenanlagen) ist nach dem Sachwertverfahren ausgehend von den Herstellungskosten (§ 22 ImmoWertV) unter Berücksichtigung der Alterswertminderung (§ 23 ImmoWertV) zu ermitteln. Der Sachwert der baulichen Außenanlagen und der sonstigen Anlagen wird, soweit sie nicht vom Bodenwert miterfasst werden, nach Erfahrungssätzen oder nach den gewöhnlichen Herstellungskosten ermittelt.
Der Sachwert wird sodann wie folgt errechnet:
```
    Bodenwert
    + Gebäudewert
    + Wert der Außenanlagen
    - Abzug für Baumängel und Bauschäden
    = vorläufiger Sachwert
    +/- Wertverhältnisse auf dem Grundstücksmarkt
    +/- objektspezifische Grundstücksmerkmale
    = vorläufiger Sachwert
    × Sachwertfaktor
    = Sachwert
```

Die Wertermittlungsrichtlinien (WertR) vom März 2006 enthalten in Ergänzung der ImmoWertV Hinweise für die Ermittlung des Verkehrswerts von unbebauten und bebauten Grundstücken sowie von Rechten an Grundstücken. Ihre Anwendung soll eine objektive Ermittlung des Verkehrswerts von Grundstücken nach einheitlichen und marktgerechten Grundsätzen und Verfahren sicherstellen. Danach steht das Sachwertverfahren und damit der Sachwert im Vordergrund, wenn im gewöhnlichen Geschäftsverkehr der verkörperte Sachwert und nicht die Erzielung von Erträgen für die Preisbildung ausschlaggebend ist, insbesondere bei eigengenutzten Ein- und Zweifamilienhäusern. Das Sachwertverfahren ist in der Regel bei Grundstücken anzuwenden, bei denen es für die Werteinschätzung am Markt nicht in erster Linie auf den Ertrag ankommt, sondern die Herstellungskosten im gewöhnlichen Geschäftsverkehr wertbestimmend sind. Die Mittelbildung des Sach- und Ertragswerts stellt in der Regel keine geeignete Methode zur Ableitung des Verkehrswerts dar. Die Mittelwertmethode ist zudem mit § 8 Abs. 1 Satz 3 ImmoWertV unvereinbar. Nach dieser Vorschrift kommt es auf die Aussagefähigkeit der verschiedenen Ergebnisse an. Sach- und Ertragswert sollten im Regelfall annähernd identisch sein und dienen dann zur Plausibilisierung. Die Richtlinie zur Ermittlung des Sachwerts vom 5. September 2012 wurde am 18. Oktober 2012 im Bundesanzeiger bekannt gemacht und ersetzt die entsprechenden Hinweise und Anlagen zum Sachwertverfahren in den WertR 2006. Sie hat keine materiellen Auswirkungen auf den Sachwert. Der ermittelte Sachwert (marktangepasster Sachwert unter Berücksichtigung besonderer objektspezifischer Grundstücksmerkmale) entspricht in der Regel dem Verkehrswert.

## Sachwert und Beleihung
Bei der Beleihung von Immobilien durch Kreditinstitute werden die Beleihungsobjekte wegen ihrer Funktion als Kreditsicherheit einer erstmaligen und permanenten Sicherheitenbewertung unterzogen. Für die Ermittlung des Beleihungswerts orientieren sich die Kreditinstitute an der Beleihungswertermittlungsverordnung (BelWertV), die jedoch eigentlich nur für Realkreditinstitute (Pfandbriefbanken und Hypothekenbanken) gilt. Sie schreibt in § 4 BelWertV vor, dass zur Ermittlung des Beleihungswerts der Ertragswert (§§ 8 bis 13 BelWertV) und der Sachwert (§§ 14 bis 18 BelWertV) für ein Beleihungsobjekt getrennt zu ermitteln sind. Bei eigengenutzten Ein- und Zweifamilienhäusern und Eigentumswohnungen (Wohnimmobilien) können sie sich nach § 4 Abs. 4 BelWertV am Sachwert orientieren, ansonsten bei Gewerbeimmobilien am Ertragswert. Als Grundlage des Sachwerts kommen die Anschaffungs- oder Herstellungskosten (Kaufpreis) in Frage, von denen – je nach Marktgängigkeit – ein Abschlag von mindestens 10 % vorgenommen wird, der als Beleihungswert gilt. Nach § 5 Abs. 1 BelWertV ist der Beleihungswert durch ein Gutachten zu ermitteln.

## Sachwerte als Geldanlage
Bei der Geldanlage spricht man von Sachwerten, wenn es sich im Gegensatz zu Nominalwerten (etwa Bargeld, Buchgeld oder Forderungen) um Vermögensgegenstände mit direkter (Anlagemünzen, Grundstücke, Kunstwerke der Bildenden Kunst, Unternehmen) oder indirekter (Aktien, Aktienfonds) Vermögenssubstanz handelt, die bei Inflation Schutz vor Vermögensverlust bieten und von Schwankungen des Geldwerts relativ unabhängig sind.